# ヘイズ・コード
ヘイズ・コード（英語: Hays Code、the Breen Code、Production Code）は、かつてアメリカ合衆国の映画界で導入されていた自主規制条項である。アメリカ映画製作配給業者協会によって1934年から実施され、名目上は1968年まで存続した。映画史上、この条項が実施される以前のハリウッド映画をプレコード（pre-code）時代の映画と呼ぶことがある。
しばしば誤解されるような検閲制度ではなく、一部の映画を不道徳だとして非難する団体などに対抗してハリウッド作品の上映を保証するため、業界側が自主的に導入したガイドラインである。後述するように、条項ではさまざまな描写が「禁止」とされたが、そうした描写を含む作品が条項の導入で全く作られなくなったわけではない。

## 内容
この制度は、いくつかの禁止事項と注意事項によって構成されている。

## 歴史

### ヘイズ・コード成立の経緯
1929年、大手業界紙en:Motion Picture Heraldの編集者でカトリックの信徒であるマーティン・クィッグリーと、イエズス会士であるダニエル・A・ロード神父は、映画向けの倫理規定を作成し 、映画スタジオに送った。
子どもは特に誘惑に弱いことから、ロードは映画が子供に与える影響について人一倍懸念していた。1930年2月、メトロ・ゴールドウィン・メイヤーのアーヴィン・タルバーグら映画スタジオの代表者数名が、ロードとクィッグリーに会った。いくつかの修正を経て、彼らは規定の条項を作ることに同意した。彼らが規定を受け入れた大きな理由の一つに、政府による介入を避けるためであるということが挙げられる。もし映画のシーンを変更したり、カットする必要があった場合、元米国赤十字代表のジェイソン・S・ジョイ大佐が代表を務めるStudio Relations Committeeが制作現場を監視したり、スタジオに勧告することになった。1930年3月31日、MPPDAは、その規定を遵守することに同意した。
その規定は2つの章に分かれている。前半は道徳に重きを置いた大原則集で、後半は"とくに遵守すべき項目集"であり、後者には映画内では用いることができない要素が列挙されている。 同性愛の表現や特定の卑語の使用を禁じるなどといった一部の規制については、暗黙の了解とみなされていたため明文化されなかった。 異人種間の混交も禁じられた。また、"成人向け映画"の概念は、既定の志向が難しく、"成人向け"というカテゴライズの効能が弱まるとして、うやむやになった。ただし、「年少者にとっては明らかに有害である一方、分別のあるものはその有害性を理解できるため受容しても害のない」要素は、映画に使うことが認められた。もし保護者の監督のもとで子どもが映画を見る際、本編中にそのような要素を暗にほのめかす描写があった場合、保護者は子供が映画の影響を受けて犯罪に走ることを考慮してよいと定められた。
この規定は、映画の内容に関する者だけでなく、伝統的な価値観を推進するものも含まれていた。たとえば、夫婦関係から外れた性的な関係は魅力的もしくは美的なものとして描くことはできず、したがってその関係を情熱を呼び起こすようなものもしくは許されるものとして話を進めることは許されないと定められている。また、全ての犯罪行為は罰せられるべきものであるとされ、犯罪者及びその罪状に対して観客の共感を引き出すような描写は許されず、観客が"補正された道徳的価値観"と照らし合わせて「そのような行為は悪である」と判断できるような描写にしなくてはならないと定められた。権威あるものは敬意をもって描写せねばならず、聖職者を悪党もしくは道化役として描くことは許されなかった。ただし、例外として、ある状況のもとで政治家・警察官・判事を悪党として描くことは許された。
カトリックの文体で書かれたこの規定は、「映画は道徳に悪影響を与える一方で、道徳において大きな意味を持つ存在であるから、慎重に扱うようにすべき」としている。当初はこの規定の機密においてカトリックの影響力を保つことになっていた。そのため、「映画を通じて悪行は悪いもので、善行は正しいことであると観客が確信する」という主題がこの規定の中で頻出した 。この規定には、広告のキャッチコピーや画像を対象としたアドヴァタイジング・コードという付録も存在した。

### ヘイズ・コード初期

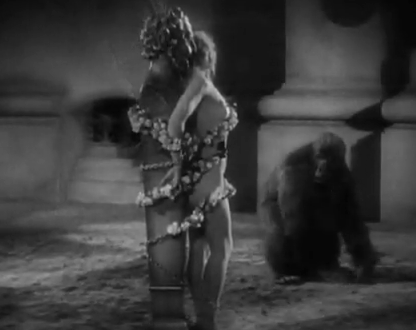
セシル・B・デミルの『暴君ネロ』の1シーン

1930年2月19日、バラエティ誌が、ヘイズ・コードの条文をすべて載せ、映画の検閲機関はすぐに廃止されるだろうと予測した。なぜなら、1932年まで協会の代表を務めていたジェイソン・ジョイとその後任になったジェームズ・ウィンゲート博士 (Dr. James Wingate) はまったくもって機能していなかったのである。例えば協会の検閲を受けた最初の映画である『嘆きの天使』は協会の検閲では無修正で通った一方、カリフォルニア州ではわいせつとみなされた。ジョイが一部シーンのカットを求めたこともあったが、あからさまな場面が残っている状態で公開された。ジョイは1年間に500の映画を少ないスタッフでチェックしなければならず、組織の影響力も乏しかった。彼はスタジオと制作したいと考えており、脚本を書くのが得意だった彼はフォックスに移籍した。一方ウィンゲートは山のように来る映画の企画書を読んでチェックするのに苦労し、ワーナー・ブラザースの制作部門の代表者であるダリル・F・ザナック が催促の手紙をよこすほどだった。1930年当時の協会は影響力はなかったが、製作者を説得したり懇願したりすることはあった。事態は複雑化しつつあったが、シーンのカットの有無は最終的にスタジオ自身が決めることとなった。
ヘイズ・コードが蔑ろにされていた理由の一つに、1920年代から30年代初頭にかけて、自由を好む風潮が検閲をお堅いものと看做していたことがあげられる。当時は ヴィクトリア朝のものが世間知らずで時代遅れのものとして笑いの種にされていた時期でもある。ヘイズ・コードが告示された際も、リベラル派の定期刊行誌『ネイション』が噛み付いた。この雑誌は 「もし犯罪に同情の余地があれば、法と正義が文字通り一つの意味をもつとみなされる。と記した。ヘイズ・コードのため、ボストン茶会事件を映画で取り上げることができなかった。聖職者を悪く描くこともできず、偽善を題材とすることもできなかった。『アウトルック』誌はバラエティ誌と同意見だったが、「当初からヘイズ・コードを守る者は少ないだろう」と予測していた。1930年代の世界恐慌のせいで、多くのスタジオは、資金獲得のためになりふり構わず、人種差別的な要素や暴力シーンで映画が売れる事例も現れ、そのような映画も増えてきた。かくして、ヘイズ・コードは公然の秘密となった。1931年にハリウッド・リポーター誌がヘイズ・コードを揶揄した記事を書き、1933年にバラエティ誌もこれに続いた。同年、同誌は、ある脚本家が「ヘイズのモラル・コードは冗談にすらなれない、記憶に残るのみです。」と語っていた記事を掲載した。

### ヘイズコード廃止まで（1954年 - 1968年）

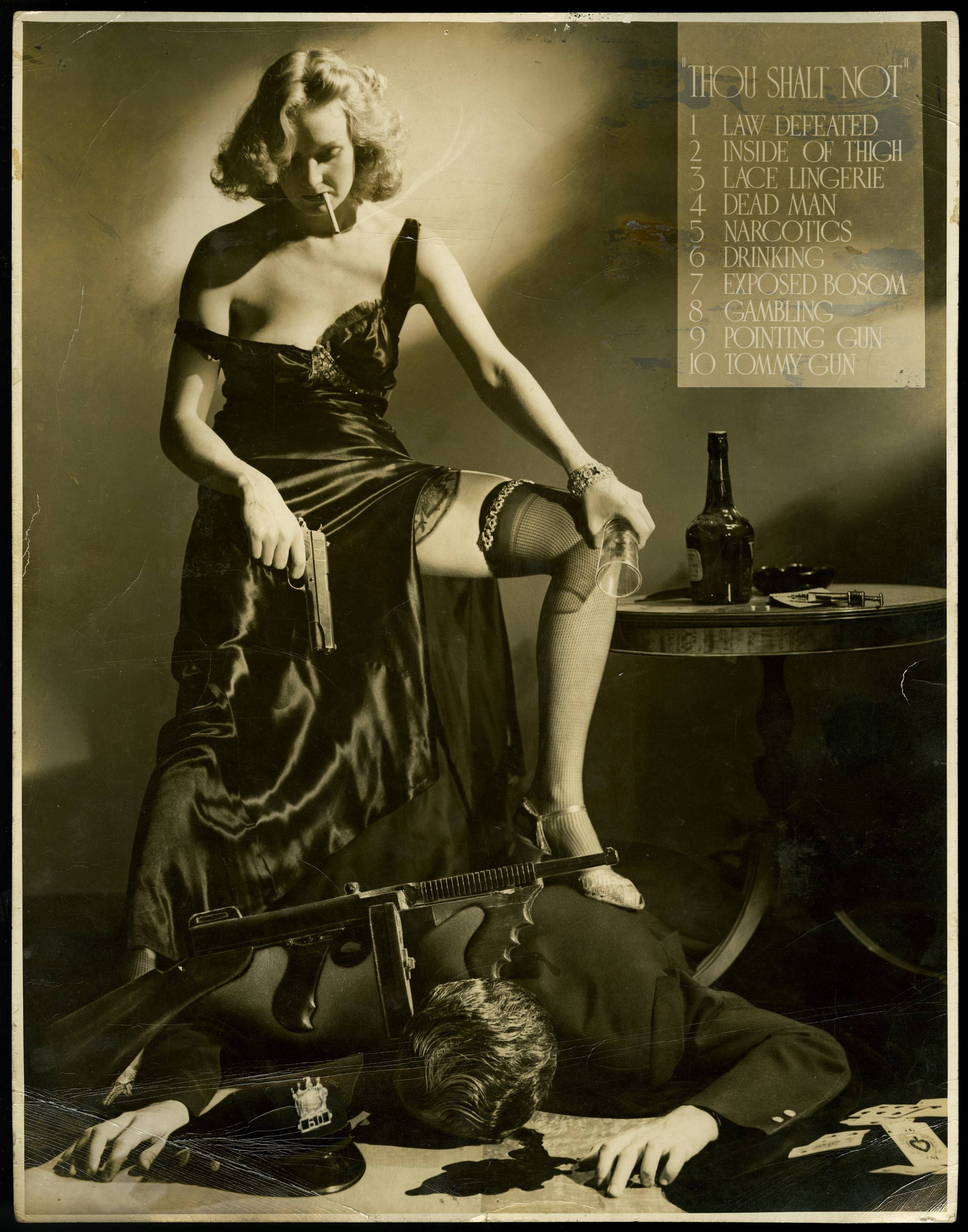
『汝するべからず』（1940年）。ピンナップ写真の撮影で知られるホワイティ・シェーファーが、ヘイズ・コードに対抗して制作したもので、規制されるであろう10の描写、すなわち1. 法の敗北、2. 内腿、3. レースの下着、4. 死体、5. 麻薬、6. 飲酒、7. 乳房の強調、8. ギャンブル、9. 銃を向ける、10. トミーガンの全てが1枚の写真に含まれている

1950年代後半ごろから、『或る殺人』（1959年）、『去年の夏 突然に』（1959年）、『階段の上の暗闇』（1961年）、『007 ゴールドフィンガー』（1964年）といった露骨な描写を含む映画が上映されるようになった。 MPAA は映画のシーンをカットするようなことはしなかったものの、これらの映画を渋々承認した。ビリー・ワイルダーの『お熱いのがお好き』（1959年）は女装を題材としていたことからMPAAの承認なしで上映されたが、大ヒットしたためヘイズ・コードの威力は弱まった。
1960年初頭から、1930年代の映画に見られたような性を題材とした映画が増えてきた。MPAAもいやいやながら承認し、シーンをカットするようなことはしなかった。1966年に「成人の鑑賞が望ましい」"suggested for mature audiences"（SMA）のラベルに切り替わってから、ヘイズ・コードの順守は重要なことではなくなってきた。1966年にワーナーブラザースが映画『バージニア・ウルフなんかこわくない』を公開した際、MPAAの会長に就任したばかりのジャック・ヴァレンティは、 映画の中に汚い言葉があることを見抜いた。交渉を重ねた結果、セックスを意味する"screw"を消したが、"hump the hostess"（女主人とヤる）や'fuck'といった他の箇所は削除しなかった。その映画は、下品な言葉があったにもかかわらず ヘイズ・コードの承認を得たことを示すこととなった。

### ヘイズ・コード廃止後
ヘイズ・コードは施行が不可能となり完全に廃止された。代替にMPAAが法的拘束力の弱い新たなるレイティングシステムを導入して1968年に施行した。そのレイティングは年齢に合わせて、G、M、R、X（成人向け）とするものだった。1969年にヴィルゴット・シェーマンが監督したスウェーデンの映画『私は好奇心の強い女 (イエロー篇)』は、性的な描写の激しさから当初はアメリカ合衆国での公開ができなかったが、最高裁の判決で公開が可能となった。
1970年MはGPに置き換えられ、1972年に現在のPGへ変更された。1984年に『グレムリン』や『インディ・ジョーンズ/魔宮の伝説』などPG指定映画におけるホラー要素について、世論を受けてPGとRの中間にあたるPG-13ができた。XやXXXの文字はポルノ業界で使用されておりMPAAが商標登録できず、1990年にXが廃止されてNC-17ができた。